# Ždrijac (nekropola)
Nekropola u Ždrijacu kod Nina najveće je i arheološki najznačajnije starohrvatsko groblje iz vremena 8. stoljeća i prve polovice 9. stoljeća s poganskim načinom pokapanja koje je do sada sustavno istraženo u Hrvatskoj.
Nekropola u Ždrijacu ima ukupno 334 ukopa. U njima je 140 kostura odraslih muškaraca, 110 ženskih, 65 dječjih, a 40 kostura se ne može pouzdano identificirati. Od nje je veća nekropola na Begovači u Biljanima Donjima, ali u nju su se ukopi vršili do 13. stoljeća.
Pronađeno je više primjeraka oružja (npr. franački mač spathae), oruđa i ukrasnih predmeta. U ustima jedne pokojnice pronađen je novac franačkoga cara Lotara (840. – 855.).